# テクメッサ (小惑星)
テクメッサ (604 Tekmessa) は小惑星帯に位置する小惑星である。マサチューセッツ州タウントンでジョエル・ヘイスティングス・メトカーフによって発見された。
ギリシア神話に登場するフリギアの王女で、大アイアースの捕虜となり彼の息子エウリュサケスを産んだテクメッサにちなんで命名された。